# Nemzeti Amerikai Egyetem
A Nemzeti Amerikai Egyetem (National American University, NAU) profitorientált magánintézmény. Székhelye az Amerikai Egyesült Államok Dél-Dakota államának Rapid City városában volt; ma a képzések online, valamint az Ellsworth légitámaszponton és a georgiai Kings Bay haditengerészeti támaszponton folynak. A fenntartó National American University Holdings, Inc. (NAUH) 2018-ban megvásárolta a Henley–Putnam Stratégiai Biztonsági Intézetet, és már stratégiai biztonsági képzéseket is kínálnak. A szakok többsége negyedéves munkarendben zajlik és havonta indul. Az intézményt a Felsőoktatási Bizottság akkreditálta.

## Története
Az 1941-ben Nemzeti Üzleti Intézet néven megnyílt iskola nevét először Nemzeti Üzleti Főiskolára, majd Nemzeti Főiskolára változtatta, ezután pedig felvette mai elnevezését.
A bel- és külföldi hallgatókat is fogadó online kurzusok 1996-ban indultak. 2018-ban a hallgatók 77%-a tanult teljesen online, 12% pedig legalább egy kurzust online hallgatott.

### Pénzügyi problémák
2018-ban egy nyolcmillió dolláros, később visszafizetett kölcsön miatt a campus épületére jelzálogot vettek fel. Az online munkarendre való átállás része volt a telephelyek bezárása, majd a fenntartó kivonult a tőzsdéről. A következő évben bejelentették, hogy a cégnek félmillió dollárnyi szabad pénzeszköze és azzal egyenértékű vagyona, viszont 8,7 millió dollárnyi tőkehiánya van; ez és más tényezők miatt kétséges, hogy működésüket folytatni tudják. 2019-ben a NAUH pénzügyi igazgatója Thomas Bickart lett, aki korábban a TCI Műszaki Főiskolán töltötte be ezt a pozíciót. Márciusban bejelentették, hogy az Ellsworth légitámaszponton és a Kings Bay haditengerészeti támaszponton működő képzőhelyek kivételével minden campust bezárnak.
2019. április 15-én bejelentették, hogy a szövetségi támogatások fenntartása érdekében 50% (36,7 millió) vagy 15% (11 millió) értékű akkreditív bemutatására van szükség. Az intézménynek a következő hónapban további nyolcszázezer dollár törlesztése vált esedékessé, továbbá hamis ígéretek miatt szövetségi per is indult ellenük. A hallgatók meglepődtek a campusbezárásokon.
Az intézmény 2020–2021-ben különböző szövetségi támogatások révén kétmillió dollárhoz jutott.
2021 októberében a Minnesota Office Plaza keresetet nyújtott be a cég ellen, mert szerintük 2,1 millió dollár vagyon eltitkolásával megpróbálták megkerülni a bérleti díj kifizetését.
A cég 2022. januári közlése szerint 8,2 millió dollár tárgyi eszközzel, 15,9 millió dollár követeléssel és kevesebb mint négyszázezer dollár készpénzzel rendelkeznek. Az intézményt az oktatási minisztérium fokozott vagyonfelügyelet alá helyezte, emellett 43 egykori diák csoportos keresetet nyújtott be ellenük. 2022 áprilisában a vállalat kevesebb mint ötvenezer dollár készpénzállományt jelentett.

## Oktatás

### Képzések
Az iskola stratégiai biztonság, könyvvitel, egészségügy, szépségipar, büntetőjog, üzleti élet és információtechnológia területeken indít képzéseket.

### Oktatói létszám
A Nemzeti Oktatás-statisztikai Központ adatai szerint az intézménynek 172 részmunkaidős oktatója van, teljes munkaidős pedig nincs.

### Hallgatói létszám
A hallgatói létszám a 2015-ös 9519 főről 2019 februárjára 3398 főre csökkent. 2019 márciusában bejelentették, hogy 24 campust bezárnak, a képzéseket pedig online folytatják. A College Navigator adatai szerint az intézménynek 1151 hallgatója van.

### Pályakövetés
A főiskolai értékelési rendszer szerint a diplomaszerzési arány tíz százalék, a végzettek átlagfizetése pedig 38 ezer dollár. Diákhitelüket a hallgatók 1%-a fizette vissza, fizetési könnyítést 2% kapott.

### Akkreditáció
Az intézményt a Felsőoktatási Bizottság akkreditálta.

## Képzési helyszínek

### Működő
- Online

Georgia
- Kings Bay haditengerészeti támaszpont

Dél-Dakota
- Ellsworth légitámaszpont

### Megszűnt
Colorado
- Centennial (Denver)
- Colorado Springs-észak
- Colorado Springs-dél

Dél-Dakota
- Rapid City
- Sloux Falls
- Watertown

Dél-Karolina
- Charleston légitámaszpont

Indiana
- Indianapolis

Kansas
- Garden City
- Overland Park
- Wichita-kelet
- Wichita-nyugat

Minnesota
- Bloomington
- Brooklyn-központ
- Burnsville
- Rochester
- Roseville

Missouri
- Independence
- Lee’s Summit
- Zona Rosa (Kansas City)

Nebraska
- Bellevue

Oklahoma
- Tulsa

Oregon
- Tigard

Texas
- Austin
- Georgetown
- Houston
- Killeen
- Lewisville
- Mesquite
- Richardson

## National American University Holdings, Inc.
Az intézményt fenntartó vállalat korábban jelen volt a NASDAQ-on; részvényeikkel 2019 januárja óta a tőzsdén kívül kereskednek.

## Fordítás
- Ez a szócikk részben vagy egészben  a   National American University című angol Wikipédia-szócikk ezen változatának fordításán alapul.  Az eredeti cikk szerkesztőit annak laptörténete sorolja fel. Ez a jelzés csupán a megfogalmazás eredetét és a szerzői jogokat jelzi, nem szolgál a cikkben szereplő információk forrásmegjelöléseként.